# Марк (Андрюк)
Епи́скоп Марк (в миру Влади́мир Ива́нович Андрю́к; род. 9 марта 1988, село Корытное, Вижницкий район, Черновицкая область, УССР, СССР) — архиерей Украинской православной церкви (Московского патриархата), Епископ Бородянский, викарий Киевской епархии (с 2020 года).

## Биография
Родился 9 марта 1988 года в селе Корытное Вижницкого района Черновицкой области в семье священника. В 2005 году окончил Корытненскую общеобразовательную школу и награждён серебряной медалью «За достижения в обучении».
С 2005 по 2009 годы учился в Одесской духовной семинарии, где во время обучения нёс послушание уставщика правого семинарского хора. 7 декабря 2008 года митрополитом Одесским и Измаильским Агафангелом (Саввиным) пострижен в чтеца.
С 2009 по 2013 годы учился на заочном отделении Киевской духовной академии. В 2014 году защитил дипломную работу на тему «Жизнь монашеских общин на Буковине в первой половине XX века».
С 2009 по 2014 годы — иподиакон митрополита Черновицкого и Буковинского Онуфрия (Березовского). Нёс разные послушания при Черновицко-Буковинской епархии. С 2014 по 2016 годы нёс послушание старшего иподиакона Блаженнейшего Митрополита Киевского и всея Украины Онуфрия.
В 2011 году поступил на заочное отделение Черновицкого национального университета имени Юрия Федьковича на факультет педагогики, психологии и социальной работы, по окончании которого в 2017 году получил профессиональную квалификацию «специалист социальной работы, социальный педагог».
25 декабря 2015 года принят в число братии Свято-Успенской Киево-Печерской Лавры. 24 марта 2016 года в храме в честь преподобного Антония Печерского в Ближних пещерах митрополитом Киевским и всея Украины Онуфрием (Березовским) пострижен в мантию (малую схиму) с наречением имени Марк, в честь преподобного Марка гробокопателя Печерского, в Ближних пещерах. 10 апреля 2016 года в Трапезном храме в честь преподобных Атония и Феодосия Печерских Свято-Успенской Киево-Печерской Лавры митрополитом Киевским и всея Украины Онуфрием рукоположён в сан иеродиакона. 28 августа 2016 года к празднику Успения Пресвятой Богородицы награждён двойным орарём.
19 марта 2017 года митрополитом Онуфрием в Трапезном храме Святой Лавры рукоположён в сан иеромонаха с возложением наперсного креста.
11 июля 2017 года назначен на должность настоятеля Свято-Троицкого Крестового-домового храма при резиденции Предстоятеля Украинской Православной Церкви в Свято-Пантелеимоновском женском монастыре в Феофании города Киева.
4 марта 2018 года к празднику Собора всех преподобных Киево-Печерских награждён палицей. 19 декабря 2018 года награждён крестом с украшениями. 24 марта 2019 года до праздника Собора всех преподобных Киево-Печерских возведён в сан архимандрита.

## Архиерейство
18 марта 2020 года решением Священного Синода Украинской Православной Церкви избран епископом Бородянским, викарием Киевской митрополии.
20 марта 2020 года в Свято-Троицком Крестовом-домовом храме при резиденции Предстоятеля УПЦ в Свято-Пантелеимоновском женском монастыре в Феофании города Киева состоялось его наречение во епископа.
22 марта этого же года в Пантелеимоновом монастыре в Феофании города Киева состоялась его архиерейская хиротония, которую совершили: митрополит Киевский и всея Украины Онуфрий (Березовский), митрополит Вышгородский Павел (Лебедь), митрополит Бориспольский Антоний (Паканич), епископ Петропавловский Андрей (Василашку) и другие архиереи.